# 共同運航 (海運)
共同運航（きょうどううんこう）とは、海運会社等の運行形態の一つである。

## 運行形態
1つの航路を2社以上の海運会社が共同して運行する形態である。
同じ区間を運航している複数の船会社が、過当な競争を避けるため、ダイヤグラムや運賃収入体系などを調整して共同運行とする場合や、1つの航路を開設する場合に最初から複数の海運会社が船舶を出し合って開設する場合などがある。
なお、同じ区間を走るにも関わらず、全く各社間調整をしないで運行している場合は、例えば2社競合なら「ダブルトラック」、3社なら「トリプルトラック」などのように呼ばれ、共同運航としては扱われない。この場合、出港時間も調整されないため、ほぼ同じ時間に出港する場合も多い。
共同運航は旅客船でも貨物船でも行われている。

## 乗船券
旅客船やカーフェリーの乗船券は共同運航会社間で共通化されていることがほとんどである（鉄道やバスの「共通乗車制度」と同様）。海運会社がチケットセンターを統一して開設する場合と、それぞれの海運会社がそれぞれの発券窓口で発券するが、どちらの会社が発券した乗船券であっても共同運航のどの船に乗ることができる場合とがある。
運賃は一旦プールされて、それぞれの会社の運航本数に応じて配分されることがほとんどである。

## 現在共同運航を行っている旅客航路の例
- 新岡山港 - 土庄港航路
  - 四国フェリーと両備フェリー（両備ホールディングス）

- 松山観光港 - 呉港 - 広島港航路
  - 瀬戸内海汽船と石崎汽船

### 旅客航路の共同運航が廃止された例
- 八重山観光フェリーと安栄観光
  - 2020年10月1日共同運航廃止。

- 青函フェリー
  - 共栄運輸（栗林商船グループ）と北日本海運（日本通運グループ→栗林商船グループ）
  - 2022年4月1日、共同運航を行っていた2社が合併したことにより共同運航廃止。